# Nikolaj Læsø
Nikolaj Læsø, född 15 november 1996, är en dansk handbollsspelare, som spelar för FC Porto och det danska landslaget. Han är högerhänt och spelar i anfall som vänsternia/mittnia. 
Han representerade Danmark i VM 2021, och var då med och vann VM-guld.